# Sierakowo (gmina)
Sierakowo (do 1954 i od 1976 Rawicz) – dawna gmina wiejska istniejąca w latach 1973–1976 w woj. poznańskim a następnie w woj. leszczyńskim (dzisiejsze woj. wielkopolskie). Siedzibą władz gminy było Sierakowo.
Gmina Sierakowo została utworzona w dniu 1 stycznia 1973 roku w powiecie rawickim w woj. poznańskim. Była to gmina obwarzankowa wokół Rawicza
1 czerwca 1975 roku gmina znalazła się w nowo utworzonym woj. leszczyńskim.
15 stycznia 1976 roku siedziba gminnych organów władzy i administracji państwowej została przeniesiona do Rawicza z jednoczesną zmianą nazwy gminy na gmina Rawicz.